# Kanguera
Kanguera — кибернетическая рука, которая является научной разработкой Университета Сан-Паулу. Она работает на операционной системе VxWorks. Целью данного проекта является создание модели человеческой руки для того, чтобы на её основе стала возможной разработка более совершенных кибернетических захватов и манипуляторов, которые по своим свойствам были бы приближены к человеческим. Название Kanguera в переводе с одного из местных языков означает «кости снаружи тела».

## Цели проекта
Среди заявленных целей проекта — проектирование и разработка на основе данных эксперимента более ловких и гибких кибернетических конечностей и манипуляторов, а также проектирование конечностей, совместимых с органикой и живыми тканями. Наработки по данному проекту планируется использовать в промышленности для создания манипуляторов и медицине для создания более совершенных протезов.

## Описание проекта
Kanguera представляет собой кибернетическую конечность, по форме и размеру похожую на человеческую руку. У неё 4 пальца и мизинец упрощённой конструкции. Все они имеют четыре степени свободы. Каждый палец рассматривается в качестве отдельного механизма, являющегося частью общей системы. Сами пальцы изготовлены из особого эластичного прочного материала, а суставы сделаны по подобию человеческих — они не соединены, но находятся в плотном контакте. Для движения пальцев применяются сервомоторы и кабели.
Программное обеспечение, на котором работает конечность, основана на микроконтроллере GE FANUC с процессором G4, установленных на стандартных шинах PCI. В качестве операционной системы, на которой проводятся симуляции, была установлена система VxWorks 6.7, а сами симуляции проводятся в программе GraspIt!.